# Prégilbert
Prégilbert ist eine französische Gemeinde mit 180 Einwohnern (Stand 1. Januar 2022) im Département Yonne in der Region Bourgogne-Franche-Comté; sie gehört zum Arrondissement Auxerre und zum Kanton Joux-la-Ville.
Die Gemeinde liegt an der Yonne und am parallel verlaufenden Canal du Nivernais zwischen den Städten Auxerre und Avallon.

## Sehenswürdigkeiten

### Notre-Dame de Crisenon
In Prégilbert befindet sich das Kloster Notre-Dame de Crisenon, das im 11. Jahrhundert von Adele von Frankreich († 5. Juni nach 1063) Gräfin von Auxerre, Tochter des Königs Robert II. der Fromme und Ehefrau des Grafen Rainald I. von Nevers, gegründet wurde.

### Kirche von Luchy
Die romanische Kirche (12.–13. Jahrhundert) befindet sich ein wenig außerhalb des Ortes an der Straße nach Mailly-la-Ville. Die Kirche ist der einzige Überrest des Ortes Luchy, der im 14. Jahrhundert durch einen Brand zerstört wurde. Sie wurde 1914 in der Liste der Monuments historiques aufgenommen.